# Viktoria Brams
Viktoria Brams (nome completo, da sposata: Viktoria Brams-Hinz; Essen, 17 settembre 1944) è un'attrice e doppiatrice tedesca.
Come attrice, è attiva prevalentemente in campo televisivo, dove, a partire dall'inizio degli anni sessanta, ha partecipato ad oltre una quarantina di produzioni. 

Tra i suoi ruoli più noti, figurano quelli di Inge Busch nella soap opera Marienhof (1992-2011) e quello di Vera Peters nella serie televisiva La nostra amica Robbie (Hallo Robbie!, 2005-2009).
Come doppiatrice, ha prestato la propria voce ad attrici quali Sharon Acker, Janet Agren, Catherine Allégret, Julie Andrews, Anne Archer, Fanny Ardant, Elizabeth Ashley, Stéphane Audran, Julia Blake, Ellen Burstyn, Claudia Cardinale, Barbara Carrera, Joanna Cassidy, Doris Day, Faye Dunaway, Sally Field, Jane Fonda, Brigitte Fossey, Laura Gemser, Rita Hayworth, Pamela Hensley, Lauren Hutton, Marthe Keller, Cheryl Ladd, Marie Laforêt, Veronica Lario, Ali MacGraw, Mary Elizabeth Mastrantonio, Helen Mirren, Giovanna Ralli, Jane Seymour, Cybill Shepherd, Nancy Sinatra, Meryl Streep, Emma Thompson, Lesley Ann Warren, ecc.
È vedova dell'attore Michael Hinz (1939-2008) ed ha fatto da matrigna all'attrice Carolin van Bergen (1964-1990), la figlia che Hinz aveva avuto dal precedente matrimonio con Ingrid van Bergen).

## Filmografia parziale

### Cinema
- Wie hätten Sie's denn gern? (1983)

### Televisione
- Herz ist Trumpf (1963; ruolo: Ellionor)
- Mein Sohn, der Herr Minister (1965)
- Ein Ausgangstag (1965; ruolo: Gerda)
- Der Nachkurier meldet... (serie TV, 9 episodi, 1965-1966; ruolo: Inge Zimmermann)
- Der Floh im Ohr (1966)
- Johannisnacht (1966)
- Der Vater und sein Sohn (1967)
- Ich will Mjussow sprechen (1967; ruolo: Schura)
- Ein Sarg für Mr. Holloway (1968)
- Hauptstraße Glück  (serie TV, 11 episodi, 1968; ruolo: Biggi)
- Stille Winkel, laute Küste (1970)
- Endspurt (1970)
- Salto mortale (2 episodi, 1970-1971)
- Algebra um acht (serie TV, 1 episodio, 1972)
- Grün ist die Heide (1972)
- Hamburg Transit (serie TV, 1 episodio, 1973)
- Kli-Kla-Klawitter (serie TV, 1 episodio, 1974)
- Elfmeter! Elfmeter! (1974)
- Telerop 2009 - Es ist noch was zu retten  (serie TV, 1 episodio, 1974)
- Das Biest (1977)
- SOKO 5113 (serie TV, 1 episodio, 1978)
- Ein Stück Himmel (miniserie TV, 1982; ruolo: Julia Grabowska)
- SOKO 5113 (serie TV, 1 episodio, 1984)
- Patrik Pacard (miniserie TV, 3 episodi, 1984; ruolo: Dott.ssa Liebhold)
- SOKO 5113 (serie TV, 1 episodio, 1990; ruolo: Sig.ra Falzberg)
- Heidi und Erni - serie TV, 1 episodio (1992)
- Marienhof (soap opera, 1992-2011; ruolo: Inge Busch)
- Morlock (serie TV, 1 episodio, 1993)
- Un caso per due (Ein Fall für zwei, serie TV, 1 episodio, 1995)
- Klinik unter Palmen (serie TV, 3 episodi, 1996; ruolo: Dott.ssa Regina Lehr)
- Für alle Fälle Stefanie (serie TV, 1 episodio, 1996)
- Dr. Stefan Frank - Der Arzt, dem die Frauen vertrauen (serie TV, 1 episodio, 1997)
- SOKO 5113 (serie TV, 1 episodio, 1998; ruolo: Sig.ra Strobl)
- Rosamunde Pilcher - Die Rose von Kerrymore (film TV, 2001; ruolo: Heather Barlow)
- Die Rosenheim-Cops (serie TV, 1 episodio, 2002)
- La nostra amica Robbie (Hallo Robbie!, serie TV, 35 episodi, 2005-2009; ruolo: Vera Peters)
- In aller Freundschaft (serie TV, 1 episodio, 2011)